# 宁波科学探索中心
宁波科学探索中心，是浙江省宁波市的一座科技馆，位于宁波东部新城宁波文化广场内，于2008年7月10日开工，2013年9月28日、10月1日至7日试运营，2014年1月18日正式开放，建成时为中华人民共和国第四大科技馆，是中国大陆首家以“探索”为主题的大型综合体验互动式科普场馆，2017年6月10日位于四楼的宁波市公共安全宣传教育基地启用，2018年评为国家4A级旅游景区，2020年5月16日起常设展厅免费开放，2025年7月1日位于三楼的宁波市国家安全宣传教育基地启用。
宁波科学探索中心位于宁波文化广场西北区块，建筑面积55000平方米，建筑共五层，设有常设展厅、临时展厅、球幕影院、报告厅、多功能厅等，展示内容围绕“人·探索”为核心，分别通过对自然环境探索和对人本探索两条支线进行演绎，注重科学知识普及的同时，激发人们对科学的探索欲望，传播科学思想、科学方法和科学精神。

## 主要设施

### 常设展厅
宁波科学探索中心常设展厅有：

#### 海洋展厅

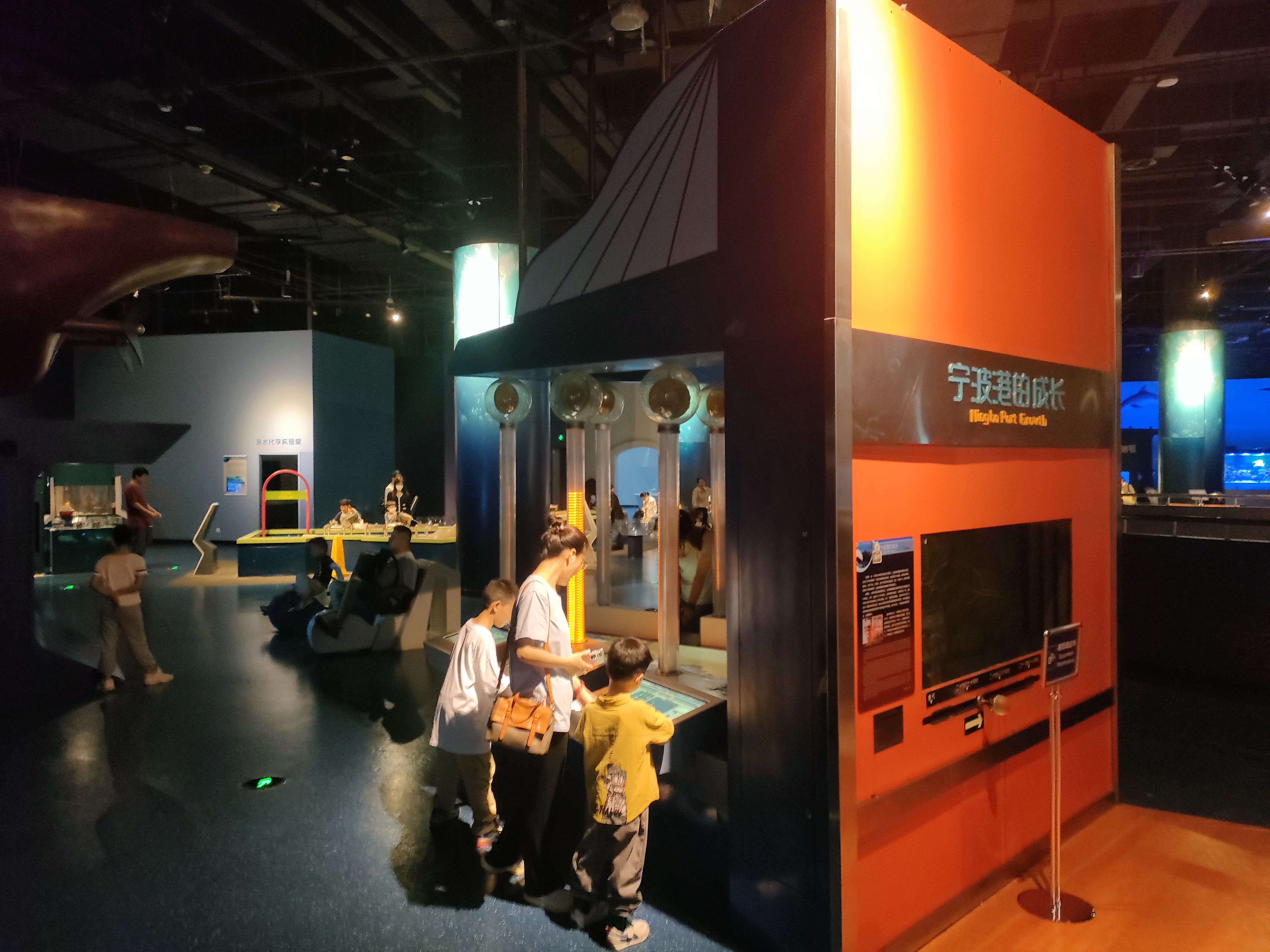
海洋展厅

位于二层西面，展厅面积2185平方米，一共有54个展项。分为8个展区，以跟海洋相关的科学技术作为展览的贯穿，选取最能突出海洋魅力特征的主题进行展示，展现了人类在认识、探索、利用海洋过程中所使用的科学技术。

#### 和谐家园展厅

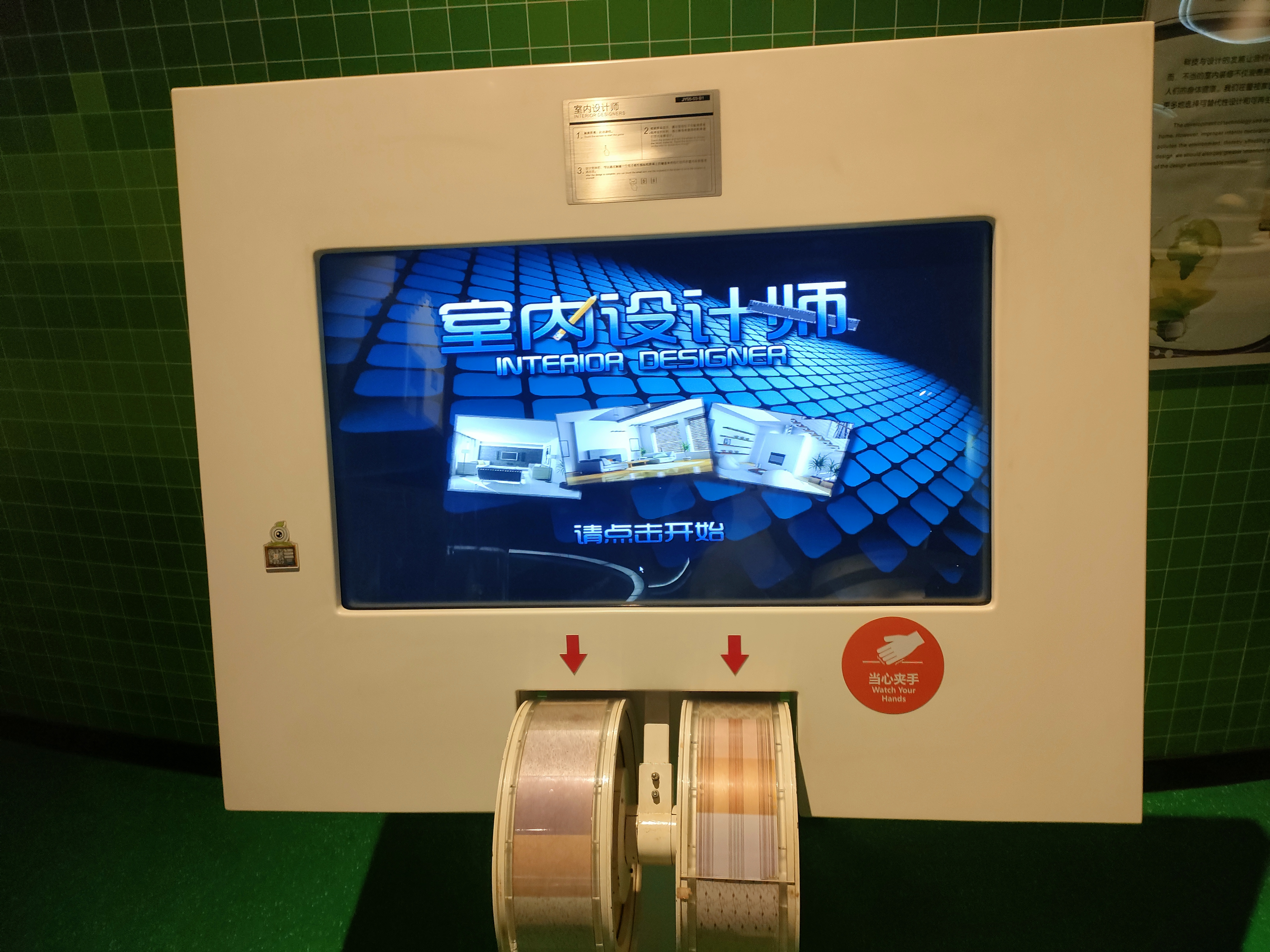
和谐家园展厅里的设施

位于二层东面，展厅面积2031平方米，一共有62个展项，以“碳足迹”为线索，按照“衣、食、住、行、用”等日常生活细节将展厅分成6个特色展区，通过展示人类的生存环境现状和我们的日常生活对于环境的影响，使参观者通过主动探索，了解这些现象与结果背后的科学原理和技术，充分认识人类活动与生存环境的关系，并探讨如何通过习惯的改变和科技进步在创造舒适生活的同时做到节能环保，共创和谐家园的美好未来。

#### 宇宙展厅

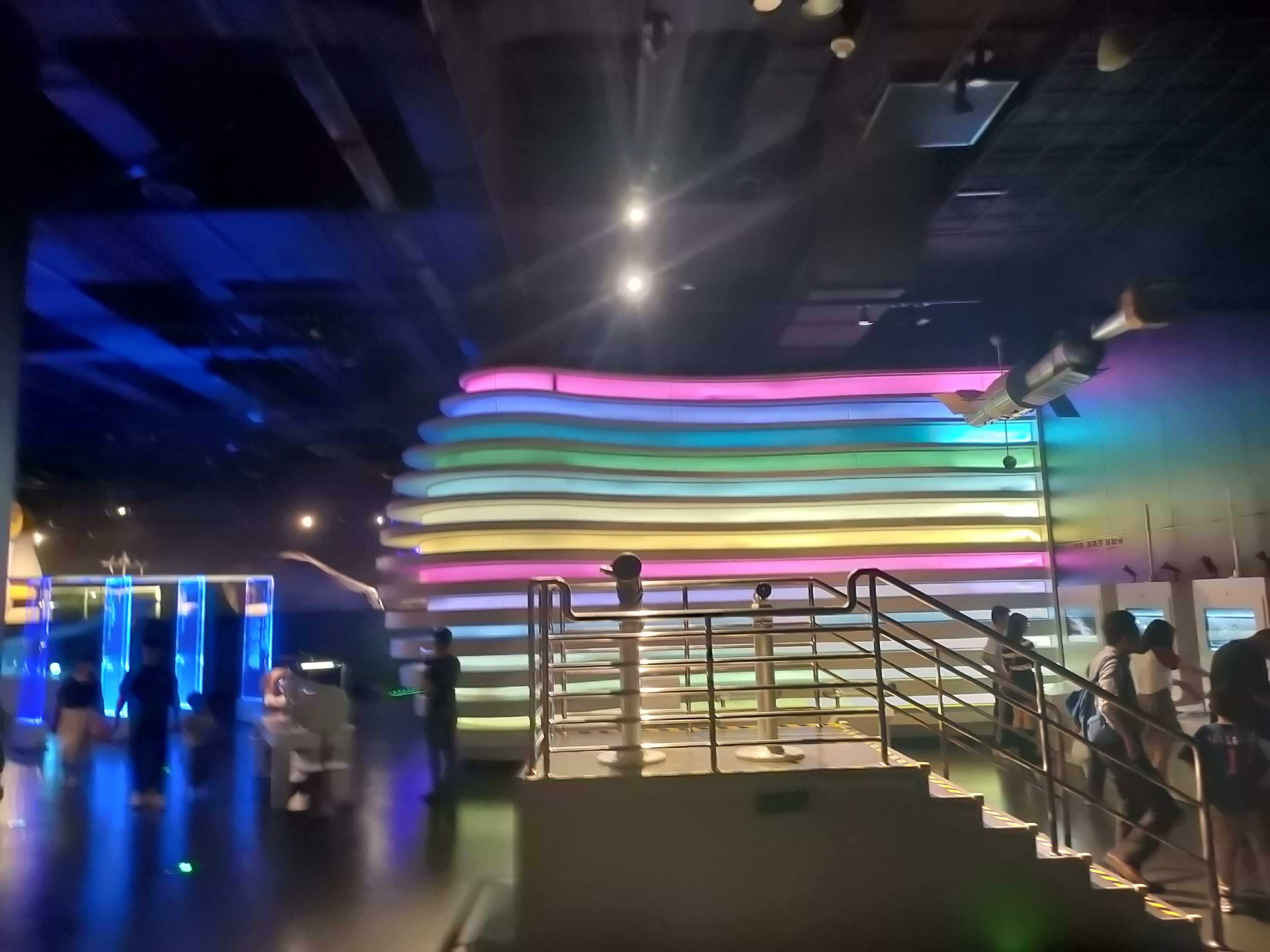
宇宙展厅

位于二层南面，展厅面积2500平方米，展厅着眼于天文学和天文科技，通过沉浸式的环境设计及有意义的互动展品，展示人类探索宇宙的历程，使参观者了解和掌握相关的宇宙科学和航天科技知识，感受宇宙浩瀚和神秘，激发其对宇宙科学的探索的乐趣。

#### 宁波市国家安全宣传教育基地

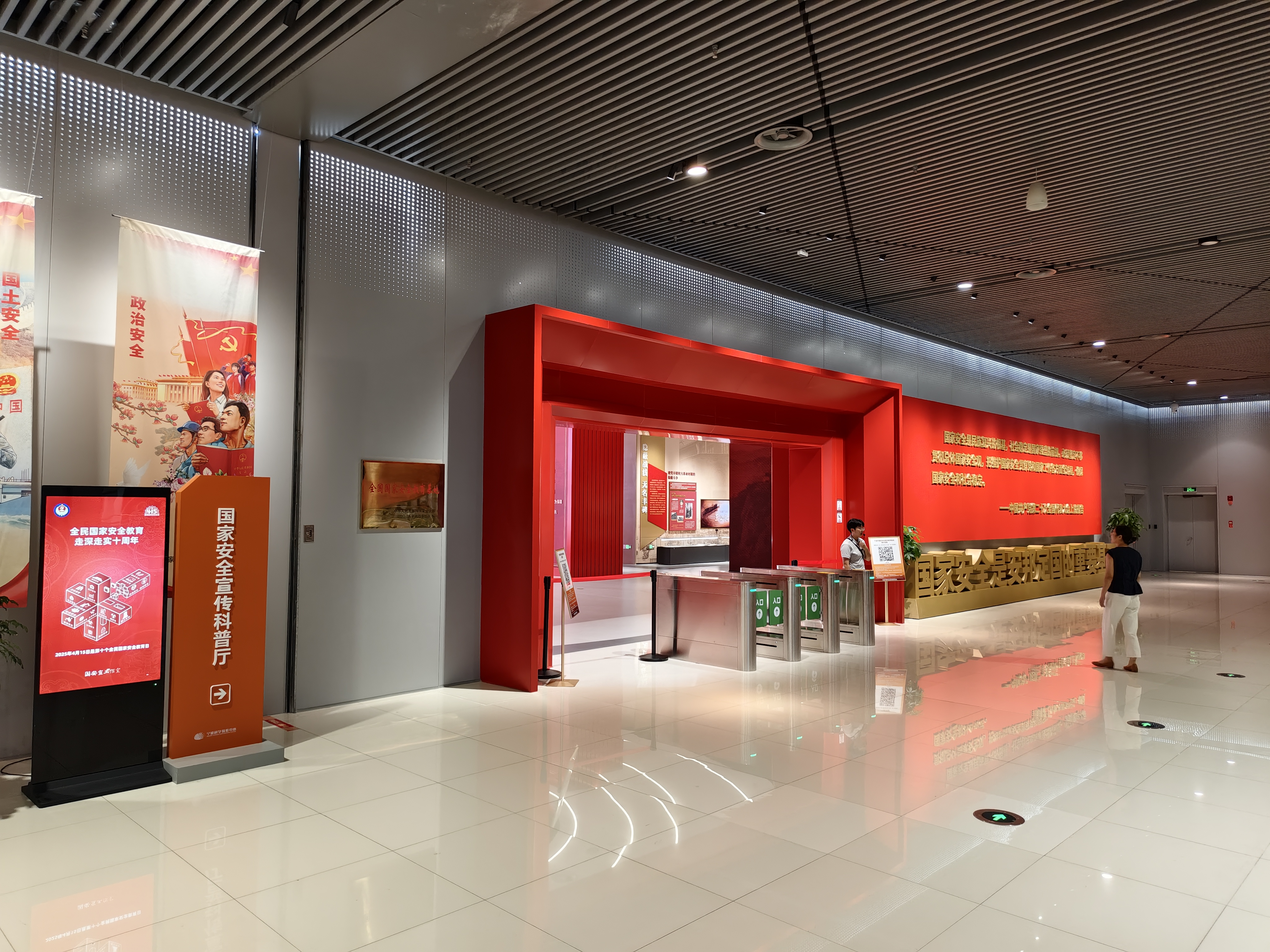
国家安全知识宣传科普厅，右为二十大报告相关内容摘录

宁波市国家安全宣传教育基地位于三层（原为人体与脑、人的技能、科学的乐趣展厅），总面积1.13万平方米，其中展陈面积6800平方米，以“海定波宁 国家安全”为主题，设有国家安全知识宣传科普厅、国家安全数字体验厅、绿色星球厅三大展厅，充分运用高科技展陈手段，通过沉浸式学习和互动式体验让参观者深入理解总体国家安全观，进一步增强国家安全意识和素养，为全国国家安全教育基地，启用时为中华人民共和国单体面积最大的国家安全宣传教育阵地。

#### 宁波市公共安全宣传教育基地

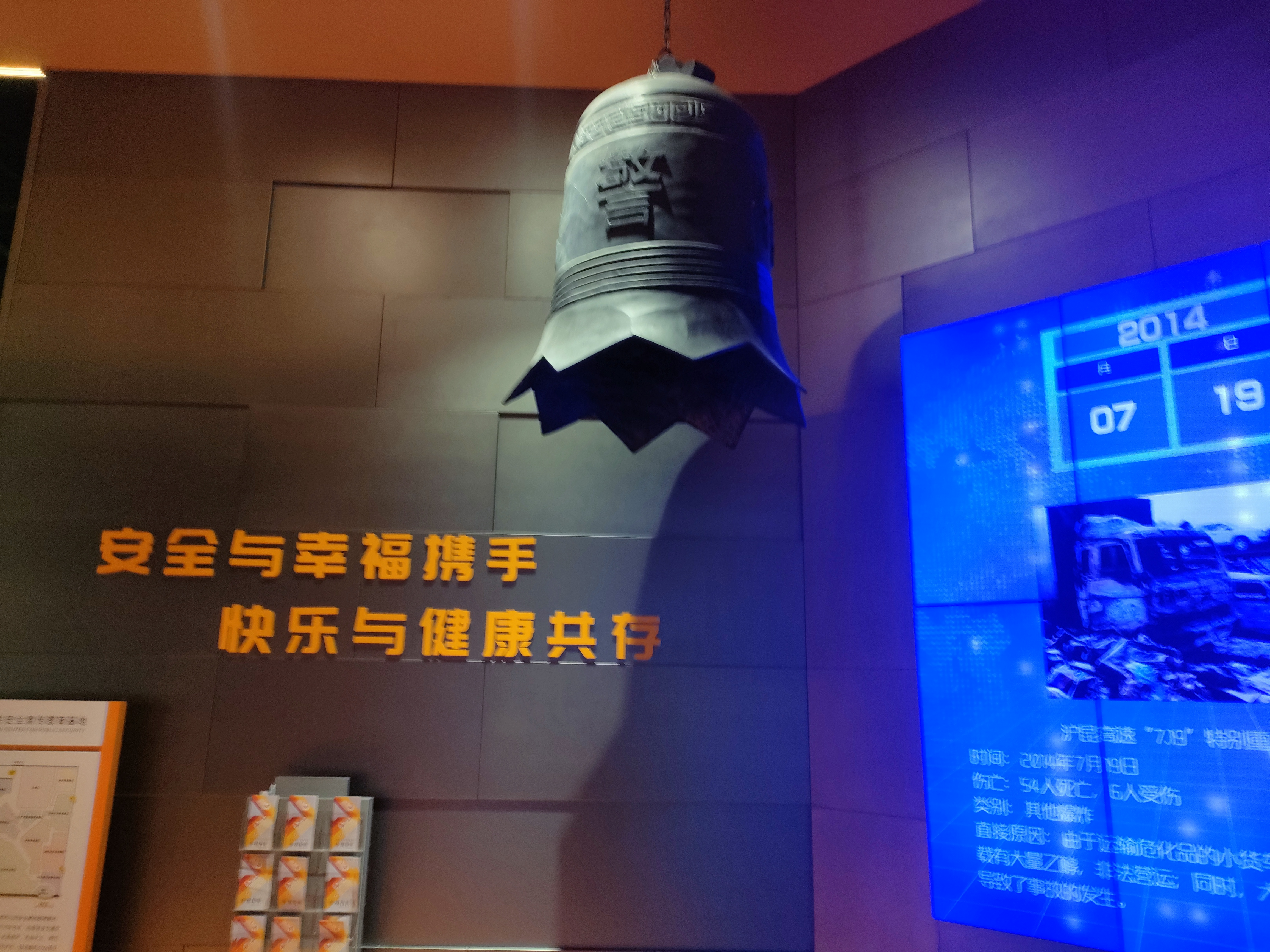
公共安全宣传教育基地

宁波市公共安全宣传教育基地位于四层，总面积为2250平方米，其中室内面积1700平方米，室外面积550平方米，要包括交通安全、居家安全、公共场所安全、消防安全、红十字应急救护、石油化工、建筑施工、机械安全、职业健康与劳动防护等展区，涉及内容贴近生活，贴近社会热点。以面向公众，普及公共安全知识、培养公共安全意识为主要目标。

### 球幕影院

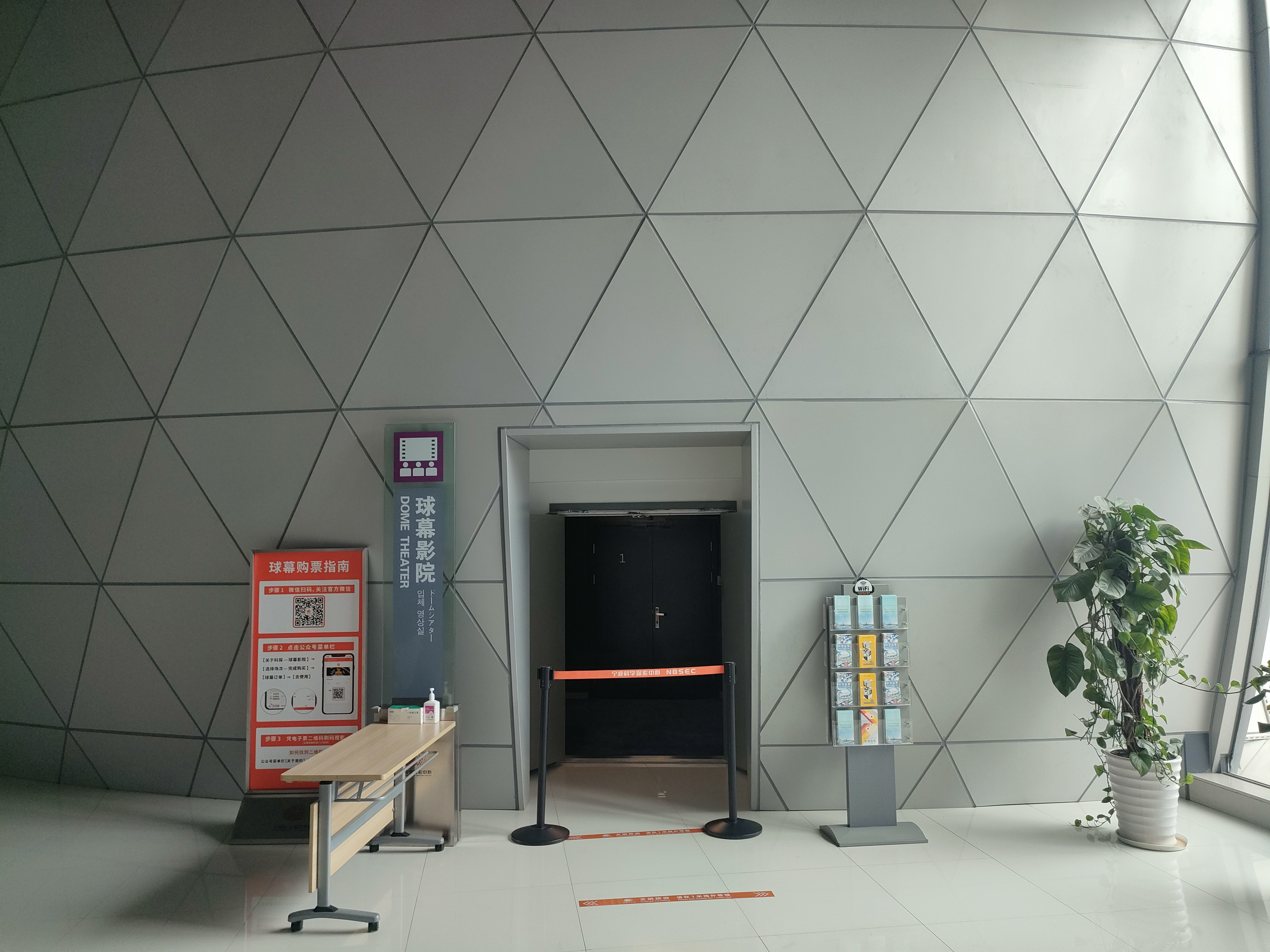
球幕影院入口

球幕影院位于四层，为360度全数码影院，球幕直径18米，可容纳140名观众同时观看，采用5.1声道立体声效果。